# Gnjosdowo-Hort
Der Gnjosdowo-Hort ist ein Hort mit slawischen und skandinavischen Objekten aus dem 10. Jahrhundert, gefunden 1868 in der archäologischen Stätte Gnjosdowo in der Nähe von Smolensk in Russland.
Der Fund fand im Zuge von Grabungen in Gnjosdowo durch eine Gruppe von Archäologen der Lomonossow-Universität unter Leitung von Tamara Puschkina statt; die gefundenen Gegenstände kamen 1994 von der Universität an verschiedene russische Museen, unter anderem an das Staatliche Historische Museum in Moskau.
Der herausragende Fund ist ein einzigartiger silberner Anhänger in Maskenform. Die Darstellung ähnelt der auf dem Snaptunstein aus Dänemark, der den nordischen Gott Loki darstellt. Der Gott war allgemein wenig beliebt; man benannte seine Kinder nicht nach ihm, Darstellungen sind entsprechend selten. 
Daneben fand man mehrere silberne Lunnitsas, Ohrringe des Violinbogen-Typs, neben mehreren filigranen runden Anhängern einen im Jelling-Stil, eine Silberfibel mit rundem Loch in der Mitte, Knöpfe, 265 Glasperlen aus Syrien und Byzanz, acht Steinperlen (aus Bergkristall, Bernstein, Karneol), 14 Gewichte für Waagen und das Stück eines Messers. Auch 72 arabische Dirham wurden gefunden (datiert von 899 bis 951 n. Chr.), von denen 38 zu Anhängern umgearbeitet worden waren.

## Belege
1. ↑  Tamara Pushkina. Eintrag bei Academia.edu (englisch).
2. ↑  Bilder der arabischen Münzen: Early Rus Period. In: State Historical Museum, Moscow (Website).

Koordinaten: 54° 46′ 0″ N, 31° 47′ 0″ O